# Pacific Islands Chiefs of Police
Pacific Islands Chiefs of Police (aussi connu sous l'acronyme PICP), est une organisation à but non lucratif représentant 21 nations de l'ensemble du Pacifique, en Océanie. Chaque État membre est représenté par le chef de ses services de police chargés de la sécurité intérieur,. L'organisation représente au total plus de 75 000 policiers en service. La stratégie de l'organisation est structurée autour de plans d'action quinquennaux. Le Woman advisory network (WAN) est un organe consultatif du PICP.
La PICP contribue à l'Expert Working Group to Coordinat the Development of a Regional Framework du Forum des îles du Pacifique.

## Historique
La PICP est fondée en tant que South Pacific Chiefs of Police Conference (SPCPC) en 1970, lorsque des représentants de 7 pays insulaires du Pacifique se réunissent à Suva, aux Fidji. L’organisation s’est développée au fil du temps, tant par sa portée que par le nombre de ses membres, et est rebaptisée Pacific Islands Chiefs of Police en 2005 pour refléter cette expansion,.

## Structure
Le Woman advisory network (WAN) est un organe consultatif du PICP.

## Conditions d'adhésion
L'adhésion est ouverte aux services de police nationaux des pays et territoires insulaires du Pacifique.

## Liste des membres
Les États membres sont les suivants,:
- Samoa américaines
- Australie
- Commonwealth des Mariannes du Nord
- Îles Cook
- États fédérés de Micronésie
- Fidji
- Polynésie française
- Guam
- Kiribati
- Îles Marshall
- Nauru
- Nouvelle-Calédonie
- Nouvelle-Zélande
- Niue
- Palaos
- Papouasie-Nouvelle-Guinée
- Îles Salomon
- Samoa
- Tonga
- Tuvalu
- Vanuatu